# Ganymedes en Helena

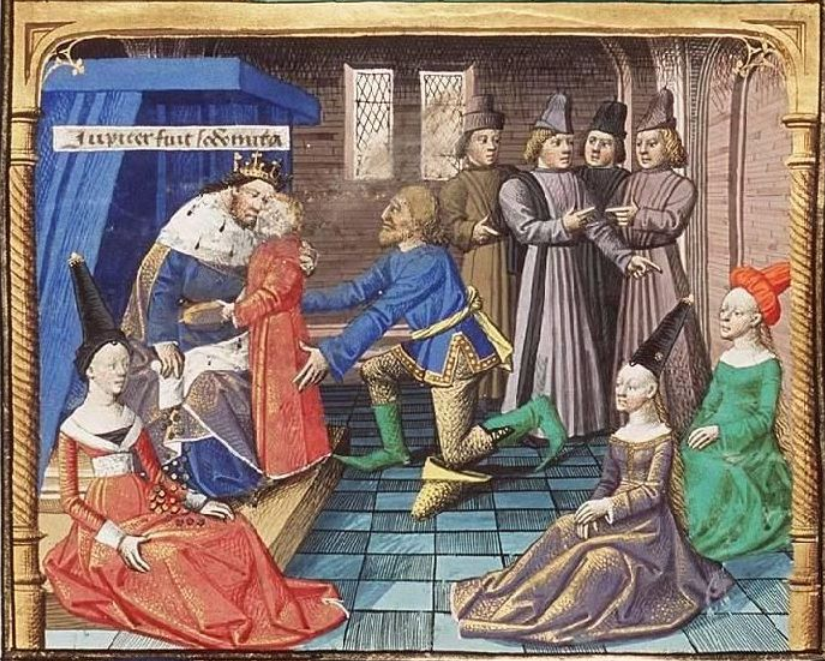
Jupiter kust Ganymedes

Ganymedes en Helena (Altercatio Ganimedis et Helene) is een middeleeuws gedicht dat de voor- en nadelen bespreekt van de homoseksuele liefde tegenover de heteroseksuele liefde, daarbij gebruikmakend van de karakters Ganymedes en Helena. Zij waren bekend uit de Griekse mythologie, waarin Ganymedes de mooiste van de stervelingen genoemd werd en de schoonheid van Helena tot de Trojaanse Oorlog had geleid. Ganymedes gold als het archetype van de mooie jonge man en stond in de Middeleeuwen voor homoseksuelen in het algemeen. Hoewel Ganymedes aan het einde instemt met een huwelijk met Helena en zich zo conformeert aan de heersende waarden, is het gedicht vooral opmerkelijk door de openlijke aandacht voor homoseksualiteit en sodomie.

## Invloed
De auteur van het gedicht in het middeleeuws Latijn is onbekend, maar mogelijk afkomstig uit zuidelijk Frankrijk. Het verhaal uit de twaalfde eeuw circuleerde vooral onder de geestelijkheid, waar debatten in dichtvorm populair waren. Zo waren er debatten of ridders of geestelijken betere minnaars waren en of voorjaar of zomer het mooiere jaargetijde was. 
Waar echter in de Griekse Oudheid pederastie een geaccepteerd fenomeen was en homoseksualiteit in het Oude Rome geen taboe was, gold dat niet voor middeleeuws Europa.
Dat maakt Ganymedes en Helena dan ook opmerkelijk, aangezien er in dit werk een schijnbare acceptatie is van homoseksuele gevoelens, zoals wanneer gezegd wordt dat enkelen van de goden zich aangetrokken voelen tot Helena, terwijl anderen juist voor Ganymedes vallen. Daarbij komt dat het geen obscuur werk was, maar wijd verspreid was.
Het gedicht kent opvallende overeenkomsten met de mudjûn-poëzie 'Meisjes of jongens' uit Duizend-en-een-nacht en mogelijk hebben deze een gezamenlijke oorsprong.
Er is wel gedacht dat het gedicht geïnspireerd is door De planctu Naturae van Alanus van Rijsel. In dat werk stelde Alanus dat de mens zich verwijderd heeft van de natuur en God door perverse seksuele gewoonten, vooral homoseksualiteit.
John Boswell dacht dat het gedicht en de invloed die het had een indicatie was dat deze periode een opleving was van seksuele tolerantie, wat blijkt uit de titel van het hoofdstuk over Ganymedes, The Triumph of Ganymede. Deze Boswell-thesis heeft echter de nodige kritiek gekregen, omdat de kwestie daarin te rooskleurig zou worden voorgesteld.

## Verhaal
Het gedicht verhaalt over de liefde van Helena voor Ganymedes, die echter geen oog heeft voor haar, ondanks haar schoonheid. Helena neemt daarop niet de gebruikelijke afwachtende houding aan, maar probeert Ganymedes te verleiden. Onwetend hoe te reageren blijft deze echter passief, waarop Helena in woede uitbarst. Ze komen overeen dat hun onenigheid beslecht zal worden in het paleis van Jupiter door de vrouwelijke Natuur en door de mannelijke Rede. In het paleis treffen zij Moeder Natuur terwijl hun komst wordt aangekondigd door Providentia. De goden verzamelen zich en zijn direct aangetrokken tot een van de twee.
Zo ontstaat een discussie of jongens of meisjes aantrekkelijker zijn. Volgens Helena raakt de liefde voor jongens nooit het hart, waarop Ganymedes antwoordt dat plezier voldoende is. Haar waarschuwing dat zijn schoonheid met hem zal verdwijnen als hij geen nageslacht krijgt, pareert hij door te zeggen dat hij er genoegen mee neemt uniek te zijn. Op haar verweer dat dieren alleen heteroseksueel paren, vraagt hij waarom mensen dieren zouden moeten imiteren. Terwijl Helena stelt dat affectie tussen de geslachten natuurlijk is, ziet Ganymedes juist veel onenigheid en stelt hij dat net als in taal geslachten bij elkaar horen. Als Helena opmerkt dat mannenliefde onnatuurlijk zou zijn, stelt Ganymedes dat veel grote mannen er de voorkeur aan gaven. De discussie gaat gepaard met de nodige beledigingen waarbij Helena Ganymedes als prostitué wegzet en als niet-echte man. 
Helena wint de discussie uiteindelijk met het argument dat sodomie gelijkstaat aan kindermoord, aangezien Ganymedes zo zijn tranen van Venus ofwel zijn zaad verspilt. Daar heeft hij geen antwoord op en de Rede verklaart Helena vervolgens tot winnaar. Jupiter en Apollo tonen berouw over hun eerdere zonden, waarna Helena en Ganymedes met elkaar in het huwelijk treden.